# バンドリ!TV
『バンドリ!TV』は、2018年4月5日よりTOKYO MX、サンテレビにて放送中のバラエティ番組であり、『月刊ブシロードTV with 戸山姉妹』が『月刊ブシロードTV with ヴァンガード』へのリニューアルに伴い、ブシロードによるメディアミックス『BanG Dream!』に関する内容を引き継いでいる。
YouTube『バンドリちゃんねる☆』にて放送回を前後編に分け、2週間限定先行配信をしている。当番組のMCは同プロジェクトで戸山香澄を演じた愛美と、丸山彩を演じた前島亜美が務めている。
本項ではコーナーアニメ『ぱすてるらいふ』、当番組の放送休止期間にYoutube Liveなどで配信された生放送番組『バンドリ!TV LIVE』シリーズについても解説する。
また、2018年から2021年にかけて通算3シーズン放送されたコーナーアニメ『BanG Dream! ガルパ☆ピコ』については個別記事を参照。

## 出演者
MC
- 愛美（2018年4月5日 - ）
- 前島亜美（2018年9月6日 - ）[注 1]

コーナーレギュラー
- 大塚紗英（2018年4月5日 - ）
- 小原莉子（2018年9月6日 - ）
- 紡木吏佐（2019年5月2日 - ）

### 過去の出演者
MC
- 尾崎由香（2018年4月5日 - 8月30日）

2018年9月より放送の『月刊ブシロードTV with トリモン & BanG Dream!』のMCに移動となり同年8月30日をもって卒業。
コーナーレギュラー
- 工藤晴香（2018年4月5日 - 12月27日）
- 中島由貴（2018年9月6日 - 12月27日）
- 櫻川めぐ（2018年9月6日 - 12月27日）

## コーナー
ガルパ番長さえチ
大塚紗英（Poppin'Party、花園たえ 役）が出演するコーナー。#43からは、月替わりでゲストが出演している。
バンドリ！最新情報
#43から開始。小原莉子（RAISE A SUILEN、朝日六花 役）と紡木吏佐（RAISE A SUILEN、チュチュ 役）が出演するコーナー。

### 過去のコーナー
ぱすてるらいふ
2018年5月17日より全6話が放送された約3分間のショートアニメ。「Pastel＊Palettes」を主役に据えており、キャラクターはちびキャラとして描かれている。監督は漫画家、イラストレーターの日野トミー。アニメーション制作はstudio A-CAT。
放送後はYouTubeの「バンドリちゃんねる☆」にて、放送翌日の13時に配信される。
BanG Dream! ガルパ☆ピコ
2018年7月5日から2021年にかけて通算3シーズンが放送されたショートアニメ。
アニメーション制作を第1・2期はDMM.futureworks/ダブトゥーンスタジオとサンジゲン、第3期からはスクーターフィルムズ（ダブトゥーンスタジオ）が担当した。
おざぴゅあギターチャレンジ!!
愛美の指導の元、尾崎がアコースティックギターに挑戦するコーナー。尾崎のMC交代によりコーナーは終了。
さえチとくどはるのナイショばなし
大塚と工藤が出演するコーナー。『月刊ブシロードTV with 戸山姉妹』から継続。リニューアルの際に当該コーナーは終了。
前島亜美のあみたいむ!!
前島亜美が出演するコーナー。前島がMCに移動となったためコーナーは終了。なお、2019年1月2日に放送された「24時間 バンドリ!TV」で一時的にコーナーが復活したほか、#73と#74は前島のスケジュールの都合でトークパートを欠席したため、再度コーナーが復活した。
Roselia HELL or HEAVEN!!
工藤と櫻川めぐ（Roselia、宇田川あこ 役）、中島由貴（Roselia、今井リサ 役）が出演するコーナー。
さえチとりこぴんのお知らせジャムセッション！
大塚と小原が出演するコーナー。

## スタッフ
- 企画 - 木谷高明
- プロデューサー - 奥村越後屋
- 制作プロデューサー - 河合真一
- ディレクター - 山口智也
- 構成作家 - 大輪貴史
- 制作協力 - COO lnc.

### スタッフ（ぱすてるらいふ）
- 原作 - ブシロード
- 監督・演出 - 日野トミー
- 脚本 - 日野トミー（1話、6話）、西村華奈穂（2話、3話、4話、5話）
- キャラクター原案・タイトルロゴデザイン - Craft Egg
- アニメーションキャラクターデザイン・作画監督・原画 - Mille*Mille Works
- 音響監督 - 浦狩裕樹
- 音楽 - 三矢禅晃
- アニメーション制作 - studio A-CAT
- 製作 - バンドリ！ ガールズバンドパーティ！

## 主題歌
第1期
オープニングテーマ
「Light Delight」（#1 - #21）
作詞 - 中村航 / 作曲・編曲 - 藤永龍太郎（Elements Garden）/ 歌 - Poppin'Party
「二重の虹［ダブルレインボウ］」（#22 - 25）
作詞 - 中村航 / 作曲・編曲 - 菊田大介（Elements Garden）/ 歌 - Poppin'Party
「ガールズコード」（#26 - 29）
作詞 - 中村航 / 作曲・編曲 - 藤永龍太郎（Elements Garden）/ 歌 - Poppin'Party
「ツナグ、ソラモヨウ」（#30 - 33）
作詞 - 織田あすか（Elements Garden）/ 作曲・編曲 - 岩橋星実（Elements Garden）/ 歌 - Afterglow
「キミがいなくちゃっ！」（#34 - 35）
作詞 - 織田あすか（Elements Garden）/ 作曲・編曲 - 藤間仁（Elements Garden）/ 歌 - ハロー、ハッピーワールド!
「キズナミュージック♪」（#36）
作詞 - 中村航  / 作曲・編曲 - 藤永龍太郎 / 歌 - Poppin'Party
「BRAVE JEWEL」（#37）
作詞 - 織田あすか / 作曲 - 上松範康 / 編曲 - 藤永龍太郎 / 歌 - Roselia

エンディングテーマ
「クインティプル☆すまいる」（#1 - #21、#23 - 38）
作詞 - 織田あすか（Elements Garden）/ 作曲 - 藤田淳平（Elements Garden）/ 編曲 - 末松涼太（Elements Garden）/ 歌 - GBP! スペシャルバンド
「もういちどルミナス」（#22）
作詞 - 織田あすか / 作曲・編曲：末益涼太（Elements Garden）/ 歌 - Pastel*Palettes

第2期
オープニングテーマ
「Dreamers Go!」（#39 - 53）
作詞 - 中村航 / 作曲・編曲 - 菊田大介 / 歌 - Poppin'Party
「FIRE BIRD」（#54 - 57）
作詞・作曲 - 上松範康 / 編曲 - 藤永龍太郎 / 歌 - Roselia
「えがお・シング・あ・ソング」（#58 - 60）
作詞 - 織田あすか / 作曲・編曲 - 藤間仁 / 歌 - ハロー、ハッピーワールド！
「きゅ〜まい*flower」（#61 - 63）
作詞 - 織田あすか / 作曲 - 末益涼太 / 編曲 - 竹田祐介 / 歌 - Pastel*Palettes
「ON YOUR MARK」（#64 - 67）
作詞 - 織田あすか / 作曲 - 岩橋星実 / 編曲 - 都丸椋太 / 歌 - Afterglow
「イニシャル」（#72 - 75）
作詞 - 中村航 / 作曲 - 上松範康 / 編曲 - 藤永龍太郎 / 歌 - Poppin'Party

エンディングテーマ
「Returns」（#39 - 53）
作詞 - 中村航 / 作曲 - 上松範康 / 編曲 - 藤田淳平 / 歌 - Poppin'Party
「Ringing Bloom」（#54 - 57）
作詞 - 織田あすか / 作曲・編曲 - 藤永龍太郎 / 歌 - Roselia
「夢を撃ち抜く瞬間に！」（#72 - 75）
作詞 - 中村航 / 作曲 - 上松範康 / 編曲 - 竹田祐介 / 歌 - Poppin'Party

### 主題歌（ぱすてるらいふ）
主題歌「しゅわりん☆どり〜みん」
作詞 - 織田あすか（Elements Garden）/ 作曲・編曲 - 末益涼太（Elements Garden）/ 歌 - Pastel*Palettes
挿入歌「はなまる◎アンダンテ」（6話）
作詞 - 織田あすか（Elements Garden）/ 作曲・編曲 - 末益涼太（Elements Garden）/ 歌 - Pastel*Palettes

## ゲスト
第1期
- #1 - 伊藤彩沙（市ヶ谷有咲 役）
- #2 - 大塚紗英（花園たえ 役）
- #3 - 大橋彩香（山吹沙綾 役）
- #4 - 西本りみ（牛込りみ 役）
- #5・6 - 遠藤ゆりか（今井リサ 役〈初代〉）、櫻川めぐ（宇田川あこ 役）
- #11 - 大塚紗英、工藤晴香（氷川紗夜 役）
- #12 - 前島亜美（丸山彩 役）
- #13 - 前島亜美、大塚紗英、工藤晴香
- #14・15 - 西本りみ、大塚紗英
- #16・17 - 相羽あいな（湊友希那 役）、工藤晴香
- #18・19・30・31 - 中上育実（大和麻弥 役）、豊田萌絵（松原花音 役）
- #20・21 - 三澤紗千香（青葉モカ 役）、櫻川めぐ
- #22・23 - 秦佐和子（若宮イヴ 役）
- #24・25 - Raychell（RAISE A SUILEN）、夏芽（RAISE A SUILEN）、倉知玲鳳（RAISE A SUILEN）
- #26・27 - 大塚紗英、伊藤彩沙
- #28 - 中島由貴（今井リサ 役〈二代目〉）
- #29 - 三森すずこ（牛込 ゆり 役）
- #32・33 - 三澤紗千香、伊藤美来（弦巻こころ 役）
- #34 - ゲスト無し
- #35 - 大塚紗英、Raychell
- #36 - 倉知玲鳳、紡木吏佐（RAISE A SUILEN）
- #37・38 - ゲスト無し

第2期
- #39・40 - 相羽あいな、工藤晴香
- #41・42 - 小原莉子、夏芽
- #43 - 大塚紗英
- #44・45 - 大塚紗英、SILENT SIREN
- #74・75 - 中上育実、秦佐和子、櫻川めぐ、Raychell

## 放送局
| 放送期間                                        | 放送時間                                                  | 放送局     | 対象地域 | 備考                         |
| ----------------------------------------------- | --------------------------------------------------------- | ---------- | -------- | ---------------------------- |
| 2018年4月5日 - 12月27日 2019年4月4日 - 12月26日 | 木曜 23:00 - 23:30                                        | TOKYO MX   | 東京都   | アプリ「エムキャス」対応番組 |
| 2018年4月6日 - 12月28日 2019年4月5日 - 12月27日 | 金曜 0:30 - 1:00（木曜深夜） 金曜 0:00 - 0:30（木曜深夜） | サンテレビ | 兵庫県   |                              |

| 配信期間                                        | 配信時間                                        | 配信サイト | 備考                                                  |
| ----------------------------------------------- | ----------------------------------------------- | ---------- | ----------------------------------------------------- |
| 2018年4月4日 - 12月27日 2019年4月3日 - 12月26日 | 水曜 21:00 更新（前編） 木曜 21:00 更新（後編） | YouTube    | バンドリちゃんねる☆にて先行配信 前後編で2週間限定公開 |

## バンドリ！TV LIVE
2019年1月10日からYouTube Liveなどにて配信されている生放送番組（中断期間あり）。
2019年1月から3月までテレビアニメ『BanG Dream! 2nd Season』の放送により、『バンドリ!TV』の放送が一時休止となったため、アニメ第2期の最新話が放送された直前前の毎週木曜日22:00からYouTube Liveなどにて生配信された。MCは前島亜美、相羽あいな、伊藤美来の3名がシャッフルに交代しながら担当し、特別回では愛美がMCを務めた。
2019年5月11日から『バンドリ！TV LIVE』の配信が再開。アニメ再放送直後の毎週土曜23:00よりYouTube Live、Periscopeにて配信される。MCは小原莉子がレギュラーMCとなり、各回にゲストMCが出演する。2019年8月3日に配信終了。その後は不定期に特別版が配信された。
2020年1月から4月まではテレビアニメ『BanG Dream! 3rd Season』の放送により、『バンドリ！TV』の放送が再び一時休止となるため、同年1月23日より『バンドリ！TV LIVE 2020』とタイトルを変えてテレビアニメ第3期最新話が配信および放送される直前の毎週木曜21:30より、YouTube LiveとPeriscopeにて生配信される。また、同年1月6日には『バンドリ！TV LIVE 特別版 新春スペシャル生放送』が生配信された。2月13日は、アニメ『3rd Season』の放送枠で『バンドリ！TV 特別編』が放送されたため、アニメと合わせて休止となった。
2020年4月23日をもってテレビアニメ第3期の放送が終了したが、『バンドリ！TV』の放送は再開せずに、2020年5月以降は毎週木曜22:00より、YouTube LiveとPeriscopeにて生配信されており、番組内では、『BanG Dream! ガルパ☆ピコ 〜大盛り〜』が先行配信されていた。なお、2週間限定のアーカイブ公開となっている。
2021年1月7日（#49）からは、年越しに伴い『バンドリ！TV LIVE 2021』とタイトルを変えて放送されている（ナンバリングは『2020』から継続）。同年7月15日（#75）からは、放送直後の毎週木曜23:00より、リアルライブで過去に演奏された名曲たちをピックアップする『バンステ！BanG Dream! STATION 2021』がそのまま放送されている（アーカイブ公開は『バンドリ！TV LIVE 2021』のみ）。2021年10月からは、番組内で『BanG Dream! ガルパ☆ピコ ふぃーばー！』が配信。なお、1週間限定のアーカイブ公開となっている。
進藤あまねの扱いについて、Morfonicaの結成当初は労働基準法の関係上進藤が18歳未満のため生出演できなかった関係で、極力出演させないようにしており、やむを得ず出演させる場合は、事前収録によるプレミア公開の措置が執られていた。進藤が18歳になった2022年4月20日よりこの措置は解消されている。

### 出演者（バンドリ！TV LIVE）
| 回                   | 出演者                     | 出演者                                                                | 備考                       | 脚注   |
| 回                   | MC                         | ゲスト                                                                | 備考                       | 脚注   |
| -------------------- | -------------------------- | --------------------------------------------------------------------- | -------------------------- | ------ |
| #1                   | 相羽あいな（湊友希那 役）  | 工藤晴香（氷川紗夜 役）                                               | [ 14 ]                     |        |
| #2                   | 相羽あいな                 | 小原莉子（朝日六花 役）、紡木吏佐（チュチュ 役）                      |                            |        |
| #3                   | 前島亜美（丸山彩 役）      | 黒沢ともよ（奥沢美咲 役）                                             |                            |        |
| #4                   | 前島亜美                   | 上坂すみれ（白鷺千聖 役）                                             |                            |        |
| #5                   | 伊藤美来（弦巻こころ 役）  | 三澤紗千香（青葉モカ 役）                                             |                            |        |
| #6                   | 前島亜美                   | 志崎樺音（白金燐子 役）、Raychell（レイヤ 役）                        |                            |        |
| #7                   | 伊藤美来                   | 前島亜美、豊田萌絵（松原花音 役）                                     |                            |        |
| #8                   | 愛美（戸山香澄 役）        | 小原莉子                                                              |                            |        |
| #9                   | 伊藤美来                   | 大塚紗英（花園たえ 役）、夏芽（マスキング 役）、倉知玲鳳（パレオ 役） |                            |        |
| #10                  | 伊藤美来                   | 西本りみ（牛込りみ 役）、大橋彩香（山吹沙綾 役）                      |                            |        |
| #11                  | 相羽あいな                 | 中島由貴（今井リサ 役）、櫻川めぐ（宇田川あこ 役）                    |                            |        |
| #12                  | 愛美、相羽あいな           | Raychell                                                              |                            |        |
| #13                  | 小原莉子                   | ゲストMC：前島亜美                                                    | [ 15 ]                     |        |
| #14                  | 小原莉子                   | ゲストMC：相羽あいな ゲスト：櫻川めぐ                                 |                            |        |
| #15                  | 小原莉子                   | ゲストMC：前島亜美 ゲスト：伊藤彩沙（市ヶ谷有咲 役）                  |                            |        |
| #16                  | 小原莉子                   | ゲストMC：愛美 ゲスト：吉田有里（北沢はぐみ 役）                      |                            |        |
| #17                  | 小原莉子                   | ゲストMC：前島亜美 ゲスト：秦佐和子（若宮イヴ 役）                    |                            |        |
| #18                  | 小原莉子                   | ゲストMC：三澤紗千香                                                  | [ 16 ]                     |        |
| #19                  | 小原莉子                   | ゲストMC：Raychell                                                    |                            |        |
| #20                  | 小原莉子                   | ゲストMC：中島由貴                                                    |                            |        |
| #21                  | 小原莉子                   | ゲストMC：前島亜美 ゲスト：志崎樺音                                   |                            |        |
| #22                  | 小原莉子                   | ゲストMC：Raychell ゲスト：紡木吏佐                                   |                            |        |
| #23                  | 小原莉子                   | ゲストMC：三澤紗千香 ゲスト：西本りみ                                 |                            |        |
| #24                  | 小原莉子                   | ゲストMC：愛美 ゲスト：大塚紗英                                       |                            |        |
| #25                  | 小原莉子                   | ゲストMC：愛美                                                        |                            |        |
| 新春スペシャル生放送 | 愛美、相羽あいな、Raychell | 愛美、相羽あいな、Raychell                                            | 愛美、相羽あいな、Raychell | [ 17 ] |

### 出演者（バンドリ！TV LIVE 2020 → バンドリ！TV LIVE 2021）
| 回  | 出演者                                                                                              | 備考 | 脚注   |
| --- | --------------------------------------------------------------------------------------------------- | --- | ------ |
| #1  | 伊藤彩沙、相羽あいな、Raychell、小原莉子                                                            | |        |
| #2  | 小原莉子、倉知玲鳳、紡木吏佐                                                                        | |        |
| #3  | 大塚紗英、小原莉子                                                                                  | |        |
| #4  | Raychell、小原莉子、夏芽                                                                            | |        |
| #5  | 西本りみ、伊藤彩沙                                                                                  | |        |
| #6  | 小澤亜李（氷川日菜 役）、 工藤晴香                                                                  | |        |
| #7  | 相羽あいな、工藤晴香                                                                                | |        |
| #8  | 日笠陽子（宇田川巴 役）、櫻川めぐ                                                                   | |        |
| #9  | 大橋彩香、伊藤彩沙                                                                                  | |        |
| #10 | Raychell、夏芽、倉知玲鳳                                                                            | |        |
| #11 | Raychell、小原莉子、夏芽、倉知玲鳳、紡木吏佐                                                        | |        |
| #12 | 愛美、尾崎由香（戸山明日香 役）                                                                     | |        |
| #13 | 愛美、相羽あいな、Raychell                                                                          | |        |
| #14 | 愛美、洲崎綾（月島まりな 役）                                                                       | |        |
| #15 | 大橋彩香、伊藤彩沙                                                                                  | |        |
| #16 | 相羽あいな、工藤晴香                                                                                | |        |
| #17 | 西本りみ、三澤紗千香                                                                                | |        |
| #18 | 中上育実（大和麻弥 役）、秦佐和子                                                                   | |        |
| #19 | 伊藤美来、吉田有里                                                                                  | |        |
| #20 | 直田姫奈（桐ヶ谷透子 役）、mika（二葉つくし 役）                                                    | |        |
| #21 | 櫻川めぐ、小原莉子、尾崎由香                                                                        | |        |
| #22 | 小澤亜李、工藤晴香                                                                                  | |        |
| #23 | 大塚紗英、Raychell                                                                                  | |        |
| #24 | 西本りみ、相羽あいな                                                                                | |        |
| #25 | 中島由貴、志崎樺音                                                                                  | |        |
| #26 | 愛美、伊藤美来                                                                                      | |        |
| #27 | 大塚紗英、西本りみ、洲崎綾                                                                          | |        |
| #28 | 櫻川めぐ、志崎樺音                                                                                  | |        |
| #29 | 相羽あいな、進藤あまね（倉田ましろ 役）                                                             | 事前収録 |        |
| #30 | 前島亜美、秦佐和子                                                                                  | |        |
| #31 | 伊藤美来、豊田萌絵                                                                                  | |        |
| #32 | 西尾夕香（広町七深 役）、Ayasa（八潮瑠唯 役）                                                       | |        |
| #33 | 中島由貴、吉田有里                                                                                  | |        |
| #34 | 伊藤彩沙、櫻川めぐ、志崎構音、直田姫奈                                                              | |        |
| #35 | 大塚紗英、伊藤彩沙、倉知玲鳳、紡木吏佐                                                              | |        |
| #36 | 前島亜美、中上育実                                                                                  | |        |
| #37 | 伊藤彩沙、mika                                                                                      | |        |
| #38 | 相羽あいな、吉田有里                                                                                | |        |
| #39 | 愛美、相羽あいな、mika、Raychell、紡木吏佐                                                          | |        |
| #40 | 三澤紗千香、吉田有里                                                                                | |        |
| #41 | 小澤亜李、工藤晴香                                                                                  | |        |
| #42 | 工藤晴香、志崎樺音、小原莉子、夏芽                                                                  | |        |
| #43 | 秦佐和子、櫻川めぐ                                                                                  | |        |
| #44 | 中島由貴、吉田有里                                                                                  | |        |
| #45 | 櫻川めぐ、志崎樺音、倉知玲鳳、紡木吏佐                                                              | |        |
| #46 | 伊藤美来、Ayasa                                                                                     | |        |
| #47 | 小澤亜李、中上育実、秦佐和子、黒沢ともよ                                                            | |        |
| #48 | 愛美、三澤紗千香、日笠陽子、伊藤美来、田所あずさ（瀬田薫 役）                                       | 事前収録 |        |
| #49 | 大塚紗英、西本りみ                                                                                  | |        |
| #50 | 直田姫奈、西尾夕香、mika、Ayasa                                                                     | |        |
| #51 | 相羽あいな、工藤晴香、中島由貴、櫻川めぐ                                                            | |        |
| #52 | 夏芽、倉知玲鳳、紡木吏佐                                                                            | |        |
| #53 | 工藤晴香、櫻川めぐ                                                                                  | |        |
| #54 | 大塚紗英、志崎構音、紡木吏佐                                                                        | |        |
| #55 | 進藤あまね、直田姫奈、西尾夕香、mika、Ayasa                                                         | 事前収録 |        |
| #56 | 前島亜美、上坂すみれ                                                                                | 事前収録 |        |
| #57 | 倉知玲鳳、紡木吏佐                                                                                  | |        |
| #58 | 秦佐和子、吉田有里                                                                                  | |        |
| #59 | 大塚紗英、直田姫奈                                                                                  | |        |
| #60 | Raychell、小原莉子                                                                                  | |        |
| #61 | 櫻川めぐ、志崎樺音                                                                                  | |        |
| #62 | MC：櫻川めぐ、志崎構音 ゲスト：倉知玲鳳                                                             | |        |
| #63 | MC：櫻川めぐ、志崎構音 ゲスト：伊藤彩沙                                                             | |        |
| #64 | 工藤晴香、中島由貴、櫻川めぐ、志崎樺音                                                              | |        |
| #65 | 相羽あいな、工藤晴香、櫻川めぐ、志崎構音                                                            | |        |
| #66 | 相羽あいな、工藤晴香、櫻川めぐ、志崎構音                                                            | |        |
| #67 | 相羽あいな、工藤晴香、櫻川めぐ、志崎構音                                                            | |        |
| #68 | 相羽あいな、工藤晴香、櫻川めぐ、志崎樺音、小澤亜李                                                  | |        |
| #69 | 大塚紗英、吉田有里、直田姫奈                                                                        | |        |
| #70 | 秦佐和子、志崎樺音、倉知玲鳳                                                                        | |        |
| #71 | 工藤晴香、櫻川めぐ、志崎構音                                                                        | |        |
| #72 | 工藤晴香、櫻川めぐ、志崎構音、柿本広大、三村厚史                                                    | |        |
| #73 | 工藤晴香、中島由貴、櫻川めぐ                                                                        | |        |
| #74 | 工藤晴香、櫻川めぐ、夏芽、倉知玲鳳                                                                  | |        |
| #75 | 相羽あいな、工藤晴香、中島由貴、櫻川めぐ、志崎樺音                                                  | 相羽は番組途中から出演 |        |
| #76 | 愛美、大塚紗英、相羽あいな、工藤晴香、Raychell、直田姫奈                                            | 『連休初日は夜更かししちゃおう2時間SP』 愛美と相羽は番組後半から出演 | [ 18 ] |
| #77 | 秦佐和子、工藤晴香、志崎樺音、紡木吏佐                                                              | |        |
| #78 | 相羽あいな、西尾夕香、Raychell、小原莉子、倉知玲鳳                                                  | |        |
| #79 | 吉田有里、黒沢ともよ、夏芽                                                                          | 紡木も出演予定だったが、大事をとり欠席 |        |
| #80 | 愛美、伊藤彩沙、三澤紗千香、小澤亜李、工藤晴香、吉田有里、直田姫奈、Ayasa、小原莉子                 | 『劇場版「BanG Dream! FILM LIVE 2nd Stage」直前特番』 |        |
| #81 | 相羽あいな、Raychell                                                                                | |        |
| #82 | 大塚紗英、伊藤彩沙                                                                                  | |        |
| #83 | 大橋彩香、相羽あいな、mika                                                                          | |        |
| #84 | 愛美、伊藤彩沙、相羽あいな、豊田萌絵、黒沢ともよ                                                    | 『ガルパSwitch発売記念2時間SP』 |        |
| #85 | 直田姫奈、西尾夕香、小原莉子、夏芽                                                                  | |        |
| #86 | 伊藤彩沙、前島亜美、相羽あいな、豊田萌絵                                                            | |        |
| #87 | 愛美、小原莉子、進藤あまね、直田姫奈、Ayasa、洲崎綾                                                 | 21時から『Morfonicaバンドストーリー2章公開直前コーナー』、22時から『ガルパ☆ピコ ふぃーばー！初回放送コーナー』の2部構成による2時間拡大版 進藤は22までの出演 愛美、小原、洲崎は番組後半から出演。 |        |
| #88 | 大塚紗英、大橋彩香、伊藤彩沙                                                                        | |        |
| #89 | 大塚紗英、小澤亜李、豊田萌絵                                                                        | |        |
| #90 | 佐倉綾音（美竹蘭 役）、三澤紗千香、加藤英美里（上原ひまり 役）、日笠陽子、金元寿子（羽沢つぐみ 役） | 事前収録 金元は番組途中からサプライズ出演 |        |
| #91 | 大塚紗英、中上育実、秦佐和子                                                                        | [ 19 ] |        |
| #92 | Raychell、小原莉子、夏芽、倉知玲鳳、紡木吏佐                                                        | 事前収録 | [ 20 ] |